# Shannonomyia (Shannonomyia) exilostyla
Shannonomyia (Shannonomyia) exilostyla is een tweevleugelige uit de familie steltmuggen (Limoniidae). De soort komt voor in het Neotropisch gebied.